# Aqueduc et réservoir de Petite Guinée
L'Aqueduc et le réservoir de Petite Guinée faisaient partie du système d'adduction d'eau de la ville de Basse-Terre, en Guadeloupe.

## Description
L'aqueduc et le réservoir sont des vestiges du système d'adduction d'eau, mis en place vers 1725, pour alimenter Basse-Terre. Ces bâtiments sont situés dans le quartier de Petite Guinée. L'ensemble a été inscrit au titre des monuments historiques par arrêté du 20 mars 2003.
L'aqueduc franchit la ravine du Lion ou de Petite Guinée. Il comporte une simple arche et est constitué de pierres de taille.
Le réservoir est à l'extrémité nord-ouest de l'aqueduc. Il s'agit d'un bâtiment rectangulaire, de même composition que l'aqueduc, recouvert par un toit à deux pans.
Une plaque est incrustée dans la maçonnerie, dans l'axe du pont. 